# توماس ويليام سادلر
توماس ويليام سادلر هو محامي وسياسي أمريكي، ولد في 17 أبريل 1831 في مقاطعة فرانكلين في الولايات المتحدة، وتوفي في 29 أكتوبر 1896 في براتفيل في الولايات المتحدة. نشط حزبياً في الحزب الديمقراطي. وقد انتخب عضو مجلس النواب الأمريكي ‏.